# Ich wär’ so gern so blöd wie du
Ich wär’ so gern so blöd wie du ist ein Lied der deutschen Girlgroup Tic Tac Toe aus dem Jahr 1997.

## Entstehung und Veröffentlichung
Geschrieben wurde das Lied von den drei Tic-Tac-Toe-Mitgliedern Marlene Tackenberg, Ricarda Wältken und Liane Wiegelmann, zusammen mit den Koautoren Torsten Börger und Claudia Wohlfromm. Börger zeichnete zudem für die Produktion verantwortlich.
Die Erstveröffentlichung von Ich wär’ so gern so blöd wie du erfolgte am 21. April 1997 als Teil von Klappe die 2te bei RCA Records (Katalognummer: 74321 38668 2), dem zweiten Studioalbum von Tic Tac Toe. Am 1. September 1997 erschien das Lied als dritte Singleauskopplung aus dem Album. Diese erschien als 12″-Maxi-Single mit drei verschiedenen Versionen des Liedes (Katalognummer: 74321 51416 1) sowie als CD-Maxi-Single mit vier verschiedenen Versionen (Katalognummer: 74321 51416 2).

## Inhalt
„Ich wär’ so gern so blöd wie du.

Dann hätt’ ich endlich meine Ruh.

Dann bräucht’ ich nicht mehr viel zu denken.

Und ließ’ die andern für mich lenken.“

## Musikvideo
Das Animationsvideo zeigt die Frontfrauen von Tic Tac Toe als Puppen, die ihre als doof dargestellte Barbie-ähnliche Nachbarin aufs Korn nehmen. Regie führte beim offiziellen Musikvideo Jürgen Haas. Es zählte bis Oktober 2024 über 6,2 Millionen Aufrufe auf der Videoplattform YouTube. 1998 gewann das Musikvideo den ersten Preis für Werbefilm auf dem Trickfilmfestival in Annecy 1998.

## Chartplatzierungen
| ChartsChartplatzierungen | Höchstplatzierung | Wochen |
| ------------------------ | ----------------- | ------ |
| Deutschland (GfK)        | 32 (11 Wo.)       | 11     |
| Österreich (Ö3)          | 33 (7 Wo.)        | 7      |